# داین لد
داین لد (انگلیسی: Diane Ladd؛ زادهٔ ۲۹ نوامبر ۱۹۳۵) بازیگر، کارگردان، تهیه‌کننده و نویسنده اهل ایالات متحده آمریکا است. وی از سال ۱۹۵۸ میلادی تاکنون مشغول فعالیت بوده‌است.

## گزیده فیلمشناسی
از فیلم‌ها یا برنامه‌های تلویزیونی که وی در آن نقش داشته‌است می‌توان به آثار زیر اشاره کرد.
- ماچو کالاهان (۱۹۷۰)
- رعد و برق سفید (۱۹۷۳)
- آلیس دیگر اینجا زندگی نمی‌کند (۱۹۷۴)
- محله چینی‌ها (۱۹۷۴)
- آلیس (۱۹۷۶–۱۹۸۵)
- لباس ساده (۱۹۸۸)
- از ته دل وحشی (۱۹۹۰)
- بوسه پیش از مرگ (۱۹۹۱)
- باشگاه گورستان (۱۹۹۳)
- خانم مانک (۱۹۹۵)
- شهروند روث (۱۹۹۶)
- رنگ‌های بنیادین (۱۹۹۸)
- نمی‌تواند بهشت باشد (۱۹۹۹)
- سریعترین ایندین جهان (۲۰۰۵)
- اینلند امپایر (۲۰۰۶)
- گاوچران آمریکایی (۲۰۰۹)
- جوی (۲۰۱۵)